# 基爾維爾 (堪薩斯州)
基爾維爾（英語：Keelville）為美國堪薩斯州切羅基縣的非建制地區。

## 歷史
此社區的郵政局於1868年8月26日開設，期間持續營運直到1905年11月30日終止。